# Saint-Bris-des-Bois
Pour les articles homonymes, voir Saint-Bris.
Saint-Bris-des-Bois est une commune du Sud-Ouest de la France située dans le département de la Charente-Maritime (région Nouvelle-Aquitaine).
Ses habitants sont appelés les Saint-Briciens et les Saint-Briciennes.

## Géographie

### Localisation et accès
La commune de Saint-Bris-des-Bois se situe dans le centre-est du département de la Charente-Maritime, en région Nouvelle-Aquitaine, dans l'ancienne province de Saintonge. Appartenant au Midi de la France — on parle plus précisément de « Midi atlantique », au cœur de l'arc atlantique, elle est partie intégrante du Grand Sud-Ouest français, et est parfois également incluse dans un Grand Ouest aux contours plus flous.
Limitrophe du département de la Charente, elle fait partie du canton de Chaniers et appartient à l'arrondissement de Saintes.
Cette petite commune au relief vallonné est particulièrement boisée. Son finage communal peu étendu est arrosé du nord au sud par un petit émissaire de la Charente, le Coran, qui est un affluent de rive droite du fleuve. Le nom de ce ruisseau est une corruption orthographique du terme courant, vocable saintongeais pour désigner un petit cours d'eau.
Située à l'écart des grands axes routiers, la commune est traversée par la D 131 qui la relie à Saint-Césaire, au sud-est, avant de rejoindre l'axe Cognac-Saintes (RN 141) et à Burie, à l'est, chef-lieu de canton situé sur l'axe Cognac-Saint-Jean-d'Angély (D 731).
Saint-Bris-des-Bois est une des étapes d'un sentier de grande randonnée balisé, le GR 360.

### Communes limitrophes
|               | Brizambourg         | Villars-les-Bois         |
|               | Saint-Bris-des-Bois | Burie                    |
| Saint-Césaire |                     | Val-de-Cognac (Charente) |

## Urbanisme

### Typologie
Au 1er janvier 2024, Saint-Bris-des-Bois est catégorisée commune rurale à habitat dispersé, selon la nouvelle grille communale de densité à 7 niveaux définie par l'Insee en 2022.
Elle est située hors unité urbaine. Par ailleurs la commune fait partie de l'aire d'attraction de Saintes, dont elle est une commune de la couronne,. Cette aire, qui regroupe 62 communes, est catégorisée dans les aires de 50 000 à moins de 200 000 habitants,.

### Occupation des sols
L'occupation des sols de la commune, telle qu'elle ressort de la base de données européenne d’occupation biophysique des sols Corine Land Cover (CLC), est marquée par l'importance des territoires agricoles (52,9 % en 2018), en augmentation par rapport à 1990 (49,6 %). La répartition détaillée en 2018 est la suivante : 
forêts (44,8 %), zones agricoles hétérogènes (23,2 %), cultures permanentes (23 %), prairies (6,7 %), zones urbanisées (2,2 %). L'évolution de l’occupation des sols de la commune et de ses infrastructures peut être observée sur les différentes représentations cartographiques du territoire : la carte de Cassini (XVIIIe siècle), la carte d'état-major (1820-1866) et les cartes ou photos aériennes de l'IGN pour la période actuelle (1950 à aujourd'hui).

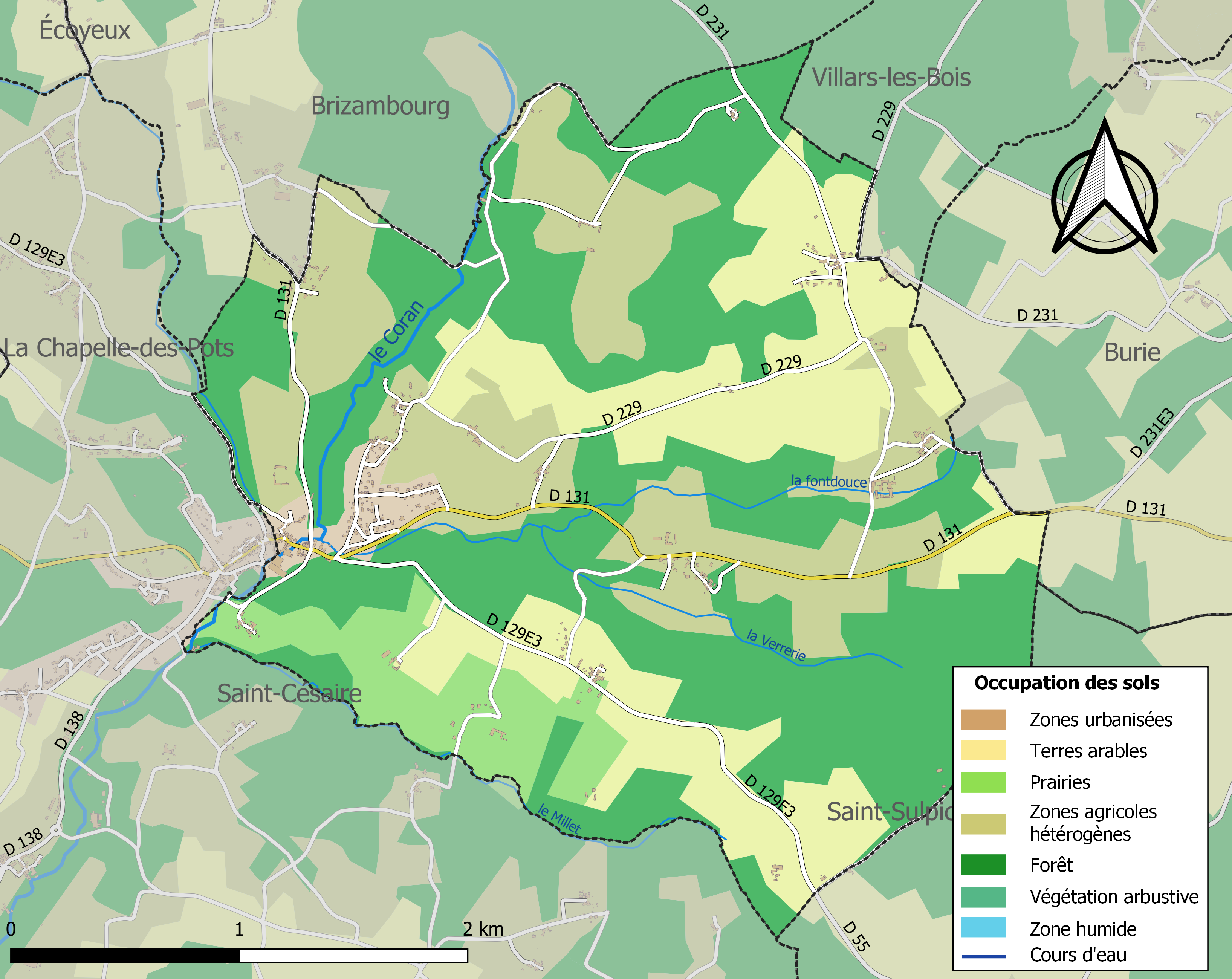
Carte des infrastructures et de l'occupation des sols de la commune en 2018 (CLC).

### Risques majeurs
Le territoire de la commune de Saint-Bris-des-Bois est vulnérable à différents aléas naturels : météorologiques (tempête, orage, neige, grand froid, canicule ou sécheresse), inondations, mouvements de terrains et séisme (sismicité modérée). Il est également exposé à un risque technologique, le transport de matières dangereuses. Un site publié par le BRGM permet d'évaluer simplement et rapidement les risques d'un bien localisé soit par son adresse soit par le numéro de sa parcelle.

#### Risques naturels
Certaines parties du territoire communal sont susceptibles d’être affectées par le risque d’inondation par débordement de cours d'eau, notamment le Coran. La commune a été reconnue en état de catastrophe naturelle au titre des dommages causés par les inondations et coulées de boue survenues en 1982, 1986, 1993, 1999, 2001, 2010 et 2019,.

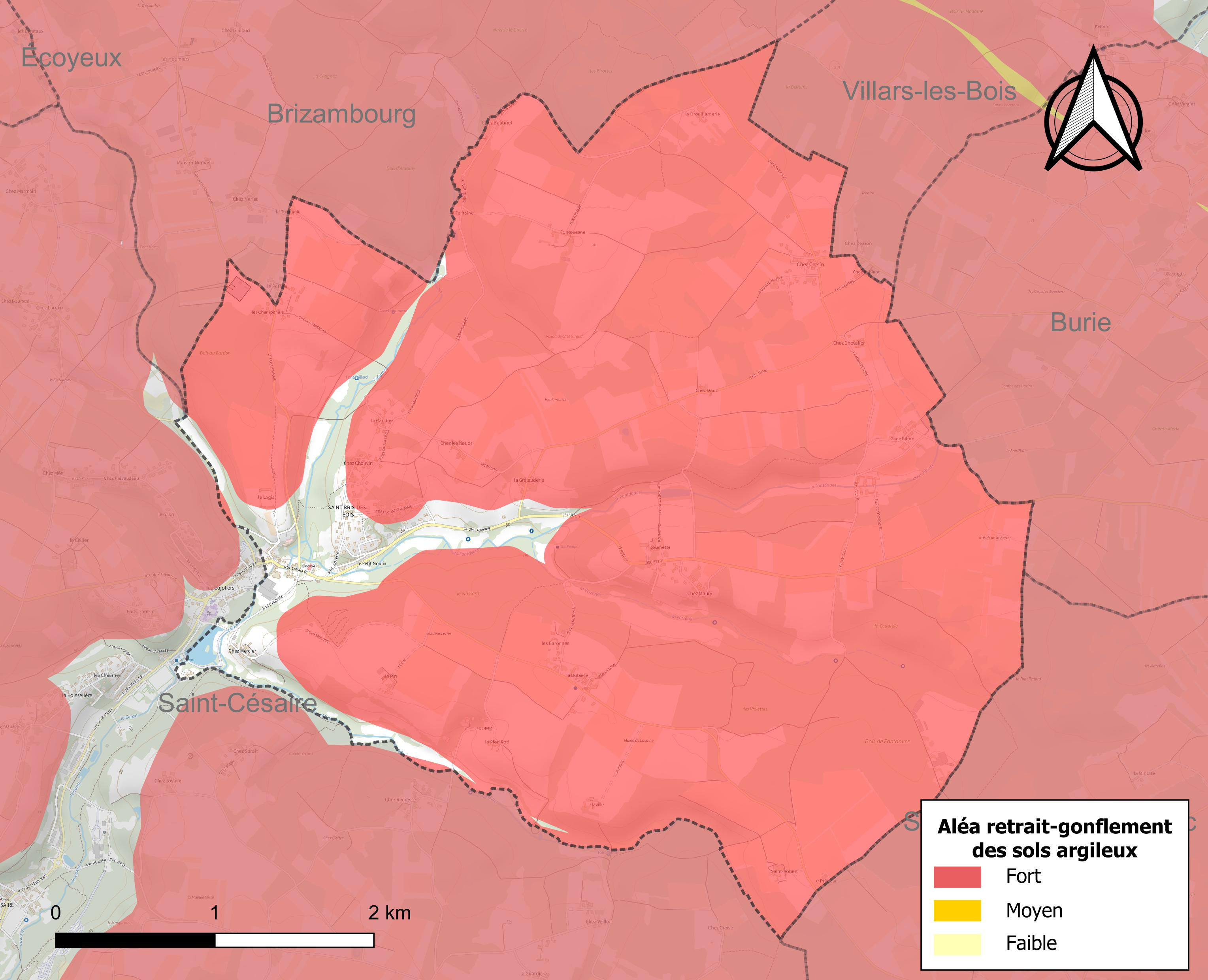
Carte des zones d'aléa retrait-gonflement des sols argileux de Saint-Bris-des-Bois.

Les mouvements de terrains susceptibles de se produire sur la commune sont des tassements différentiels.
Le retrait-gonflement des sols argileux est susceptible d'engendrer des dommages importants aux bâtiments en cas d’alternance de périodes de sécheresse et de pluie. 92,3 % de la superficie communale est en aléa moyen ou fort (54,2 % au niveau départemental et 48,5 % au niveau national). Sur les 223 bâtiments dénombrés sur la commune en 2019, 152 sont en aléa moyen ou fort, soit 68 %, à comparer aux 57 % au niveau départemental et 54 % au niveau national. Une cartographie de l'exposition du territoire national au retrait gonflement des sols argileux est disponible sur le site du BRGM,.
Par ailleurs, afin de mieux appréhender le risque d’affaissement de terrain, l'inventaire national des cavités souterraines permet de localiser celles situées sur la commune.
Concernant les mouvements de terrains, la commune a été reconnue en état de catastrophe naturelle au titre des dommages causés par la sécheresse en 1989, 1991, 2003, 2005 et 2011 et par des mouvements de terrain en 1999 et 2010.

#### Risques technologiques
Le risque de transport de matières dangereuses sur la commune est lié à sa traversée par une ou des infrastructures routières ou ferroviaires importantes ou la présence d'une canalisation de transport d'hydrocarbures. Un accident se produisant sur de telles infrastructures est susceptible d’avoir des effets graves sur les biens, les personnes ou l'environnement, selon la nature du matériau transporté. Des dispositions d’urbanisme peuvent être préconisées en conséquence.

## Toponymie
Le toponyme fait référence à Brictius, saint chrétien à qui la paroisse avait été dédiée, dont le nom correspond au français Brice. La commune se situe dans la vallée du Coran, secteur très boisé de la Saintonge, d'où le terme « bois ».

## Administration

### Liste des maires
| Période                                  | Période  | Identité          | Étiquette | Qualité  |
| ---------------------------------------- | -------- | ----------------- | --------- | -------- |
| 1995                                     | 2019     | Christian Pajeile | DVG       | Retraité |
| 2019                                     | En cours | Bernard Combeau   |           | Retraité |
| Les données manquantes sont à compléter. |          |                   |           |          |

## Population et société

### Démographie
L'évolution du nombre d'habitants est connue à travers les recensements de la population effectués dans la commune depuis 1793. Pour les communes de moins de 10 000 habitants, une enquête de recensement portant sur toute la population est réalisée tous les cinq ans, les populations de référence des années intermédiaires étant quant à elles estimées par interpolation ou extrapolation. Pour la commune, le premier recensement exhaustif entrant dans le cadre du nouveau dispositif a été réalisé en 2006.

En 2022, la commune comptait 388 habitants, en évolution de −0,77 % par rapport à 2016 (Charente-Maritime : +4,04 %, France hors Mayotte : +2,11 %).
| 1793 | 1800 | 1806 | 1821 | 1831 | 1836 | 1841 | 1846 | 1851 |
| ---- | ---- | ---- | ---- | ---- | ---- | ---- | ---- | ---- |
| 559  | 552  | 502  | 568  | 518  | 620  | 583  | 587  | 551  |

| 1856 | 1861 | 1866 | 1872 | 1876 | 1881 | 1886 | 1891 | 1896 |
| ---- | ---- | ---- | ---- | ---- | ---- | ---- | ---- | ---- |
| 510  | 498  | 528  | 435  | 423  | 400  | 403  | 382  | 375  |

| 1901 | 1906 | 1911 | 1921 | 1926 | 1931 | 1936 | 1946 | 1954 |
| ---- | ---- | ---- | ---- | ---- | ---- | ---- | ---- | ---- |
| 415  | 390  | 369  | 346  | 317  | 292  | 283  | 216  | 274  |

| 1962 | 1968 | 1975 | 1982 | 1990 | 1999 | 2006 | 2011 | 2016 |
| ---- | ---- | ---- | ---- | ---- | ---- | ---- | ---- | ---- |
| 237  | 260  | 267  | 285  | 359  | 391  | 418  | 406  | 391  |

| 2021 | 2022 | - | - | - | - | - | - | - |
| ---- | ---- | - | - | - | - | - | - | - |
| 386  | 388  | - | - | - | - | - | - | - |

## Intercommunalité
Jusqu'à la fin de l'année 2012, la commune de Saint-Bris-des-Bois faisait partie de la communauté de communes Vignobles et Vals boisés du Pays Buriaud qui comprenait dix communes ; cette dernière a fusionné avec la communauté d'agglomération de Saintes le 1er janvier 2013.
Depuis janvier 2013, Saint-Brie-des-Bois fait donc partie de la Communauté d'agglomération de Saintes dont le siège administratif est situé à Saintes.

## Fiscalité
La fiscalité est d'un taux de 7,75 % pour la taxe d'habitation, 11 % sur le foncier bâti, 35,02 % sur le non bâti et 10,53 % de taxe professionnelle, et comme la communauté de communes prélève sur l'ensemble des quatre taxes, respectivement 1,67 %, 3,25 %, 8,06 % et 3,07 %, cela donne au total et avant que s'y ajoutent le département et la région, 9,42 % pour la taxe d'habitation, 14,25 % sur le foncier bâti, 43,07 % sur le non bâti et 13,60 % de taxe professionnelle (chiffres 2007).

## Lieux et monuments

### L'abbaye de Fontdouce

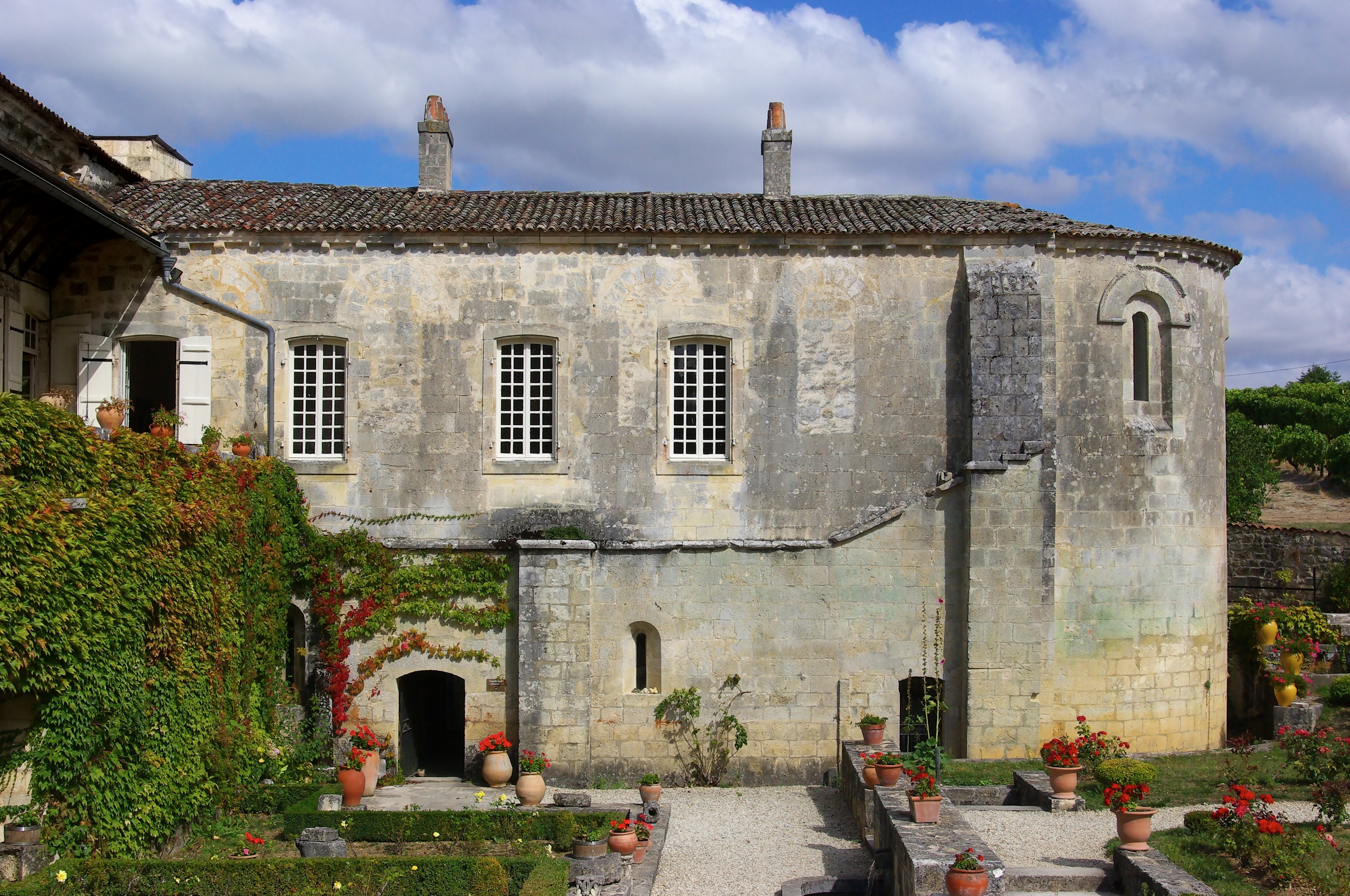
L'abbaye de Fontdouce.

L’abbaye est un cas unique dans la région compte tenu des bâtiments qui existent encore : si l’église abbatiale a été détruite, les lieux de vie des moines sont, eux, restés en état.
Le monastère est fondé par les Bénédictins en 1111. Il compte à son apogée une centaine de moines, puis bascule progressivement dans l’oubli à partir des Guerres de Religion.
Vendu comme bien national après la Révolution, elle appartient à la même famille depuis près de deux siècles. L’abbaye de Fontdouce a été utilisée comme exploitation agricole jusqu'en 1970, les bâtiments monastiques, en partie enfouis sous un mètre de remblais, servent à la fois de chais, de hangars ou de remises.
À partir de 1970, les actuels propriétaires, pris par la passion des vieilles pierres, entreprennent une série de fouilles destinées à la restauration de l’abbaye de Fontdouce. Ils font progressivement retrouver à l’abbaye, année après année, une partie de sa splendeur d’origine. Ils font revivre la très belle salle capitulaire et le parloir gothique, les deux chapelles romanes superposées et plusieurs autres vestiges. Cet ensemble de bâtiments témoigne de façon originale des nombreuses transformations que le site a subies au fil du temps.
Outre ses bâtiments conventuels, l’attrait de Fontdouce tient également à son environnement. L’abbaye est située à l’écart des grands axes, au cœur d’un vallon verdoyant mis en valeur par des jardins à la française et des bassins d’eau claire.
Dates clés de restauration :
1958 : classement de la salle capitulaire et de l’auditorium sur la liste officielle des Monuments Historiques.
1970 : travaux de déblaiement des arcades est du scriptorium.
1973 : déblaiement du parloir-couloir.
1974 : début du déblaiement de la salle capitulaire.
1976 : déblaiement de la chapelle basse.
1984 : restauration des fenêtres du dortoir des moines.
1986 : déblaiement du côté nord de la chapelle basse.
1994 : restauration du chevet de la chapelle haute et d’une porte de la chapelle basse.
1996 : jardins à la française reconstitués et ouverture du parloir côté jardin.
2003 : restauration de la chapelle de l’église abbatiale (absidiole).
2004 : fouilles préventives du scriptorium.
2006 : fouille du scriptorium qui devient la salle des moines.

### Église Saint-Brice
Inscrite aux Monuments Historiques par arrêté du 25 juillet 1973.

### Patrimoine environnemental
Le GR 4 qui va de Royan à Grasse traverse la commune.

## Personnalités liées à la commune

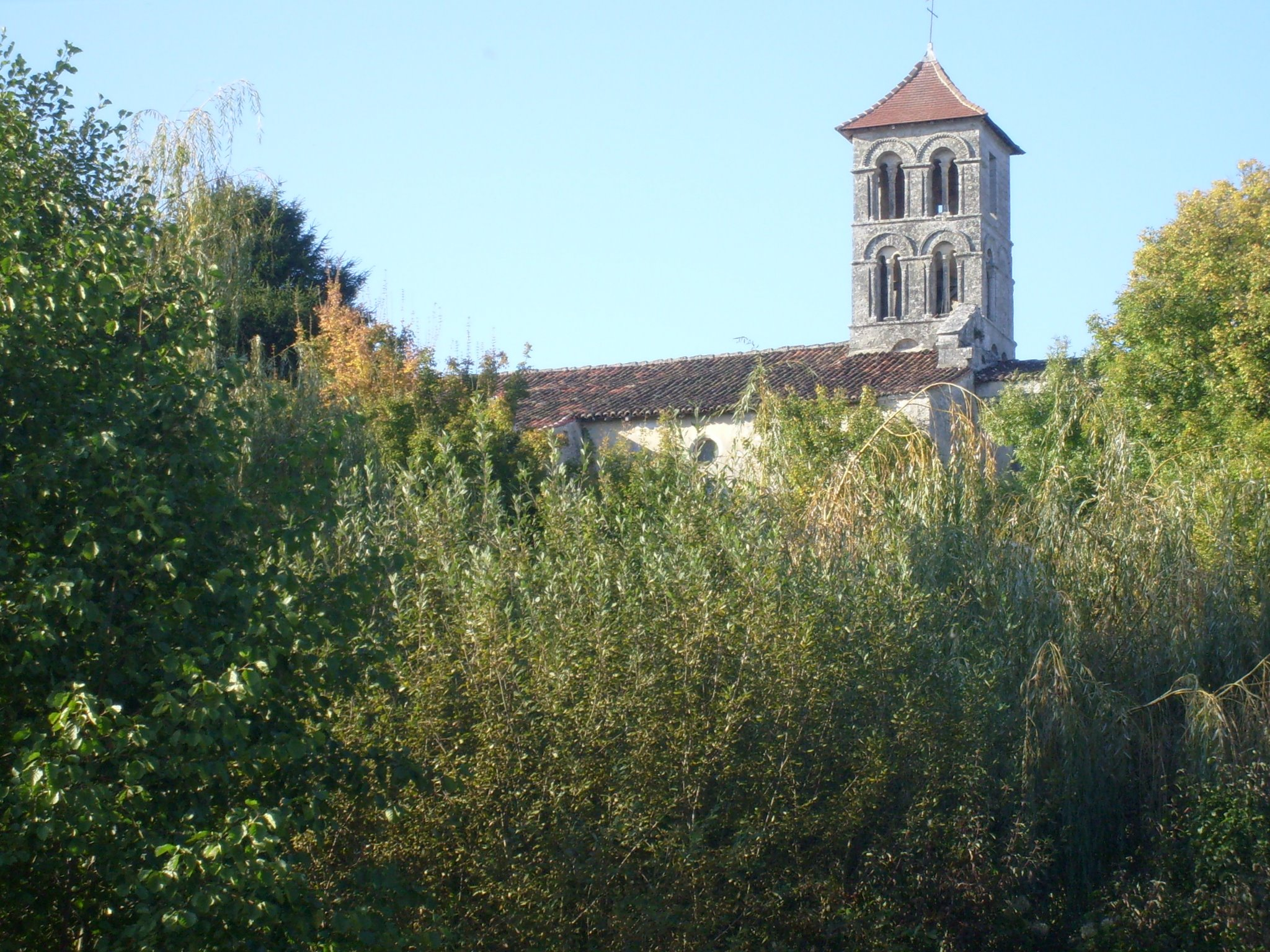
Clocher roman surplombant le village.
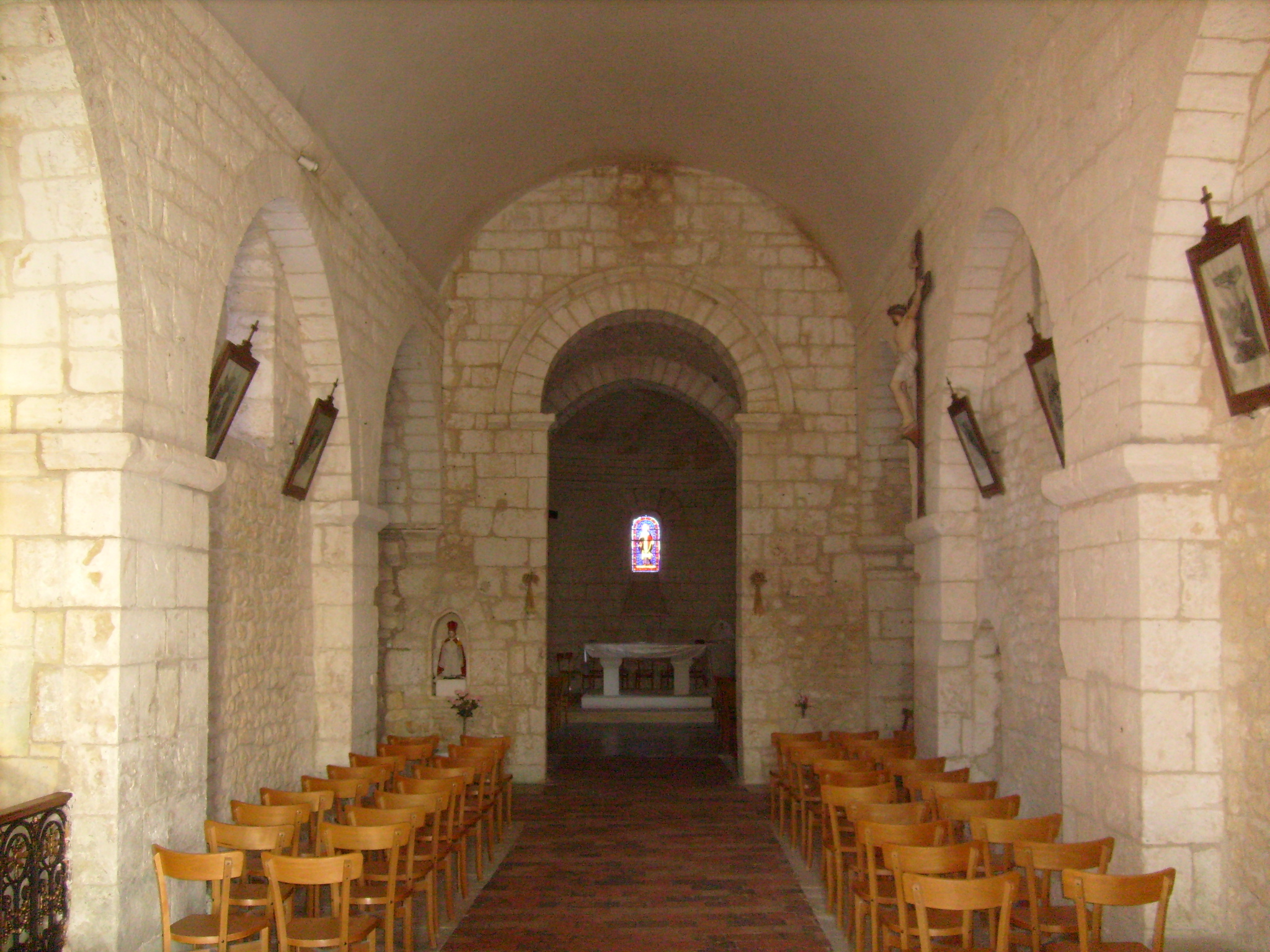
La nef de l'église Saint-Brice.
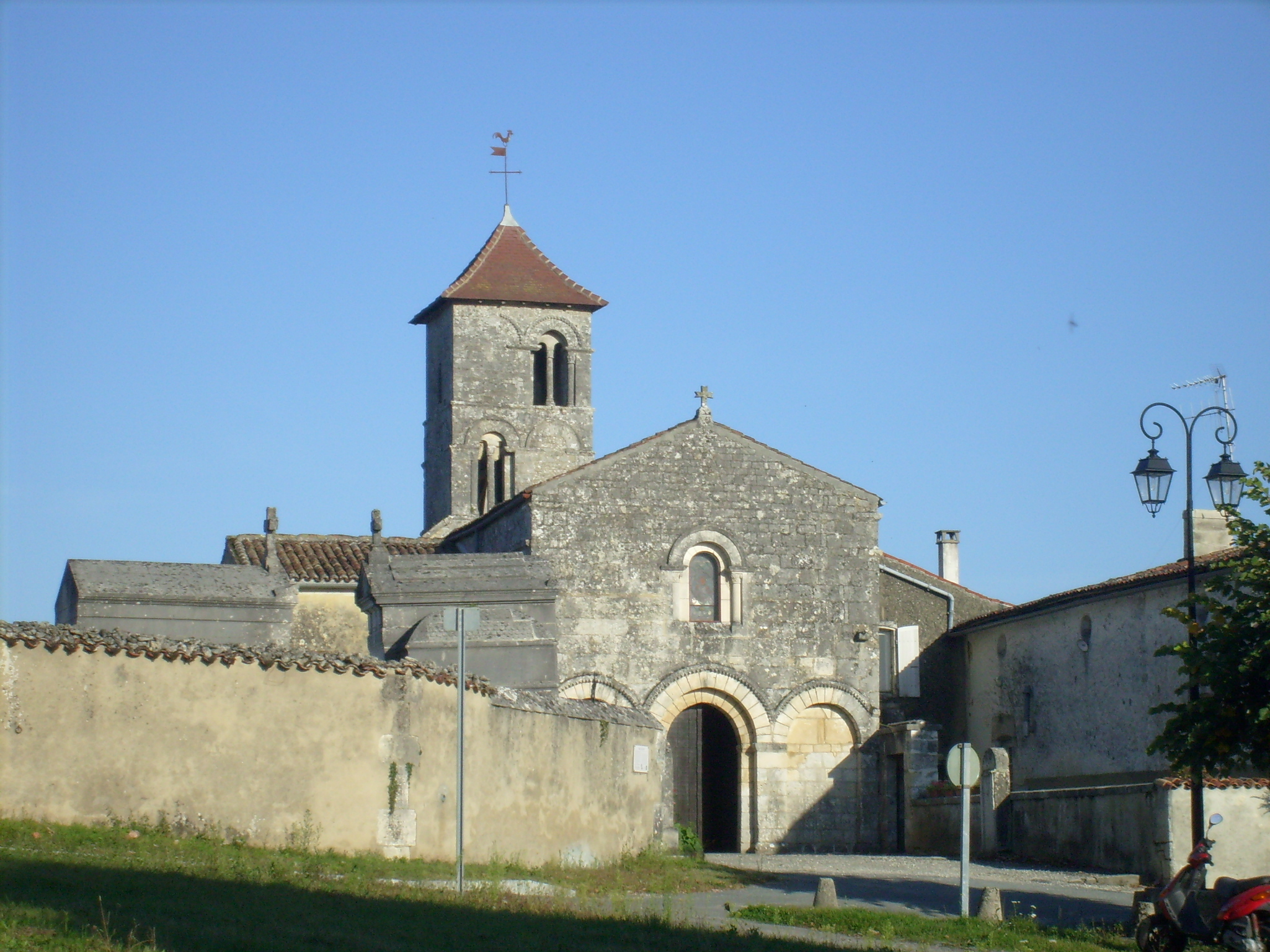
L'église Saint-Brice.
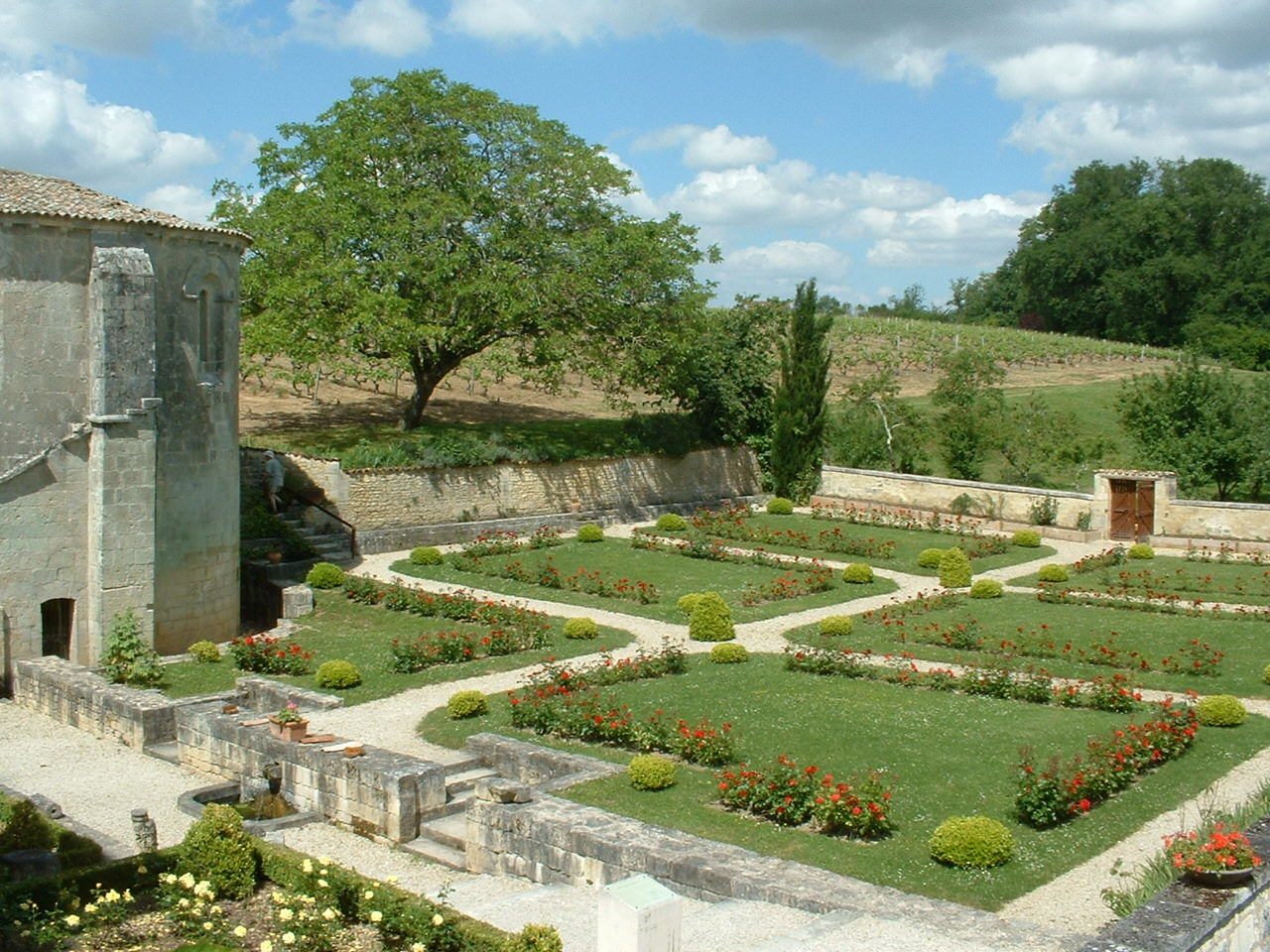
Les jardins de l'abbaye de Fontdouce.